# Chariton Genadiew

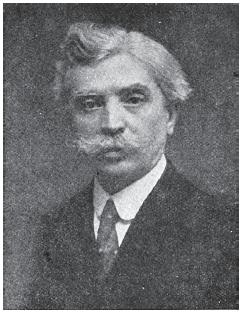
Chariton Genadiew

Chariton Iwanow Genadiew (auch Hariton Ivanov Genadiev geschrieben, bulgarisch Харитон Иванов Генадиев; * 1861 in Bitola, heute in Nordmazedonien; † 23. April 1914 in Sofia) war ein bulgarischer Journalist und Übersetzer.
Chariton Genadiew wurde im makedonischen Bitola, damals im Osmanischen Reich 1861 geboren. Sein Vater, der Aufklärer Iwan Genadiew, war der Sohn des Geistlichen Genadij von Veles, seine Mutter hieß Wasilikija. Die Politiker Nikola Genadiew und Pawel Genadiew sowie Ekaterina Wenedikowa waren seine Geschwister.

## Übersetzungen
- Alexandre Dumas der Ältere – Le Comte de Monte-Cristo (dt. Der Graf von Monte Christo), 1889
- Molière – Le Bourgeois gentilhomme (dt. Der Bürger als Edelmann), 1890
- Jules Verne – Vingt mille lieues sous les mers (dt. 20.000 Meilen unter dem Meer), 1893
- Jules Verne – Le Chancellor (dt. Der Chancellor), 1895
- Victor Hugo – Les Misérables (dt. Die Elenden), 1897–1898
- Alexandre Dumas der Ältere – , 1918
- Jules Verne – Autour de la lune (dt. Reise um den Mond), 1919
- Jules Verne – L’Île mystérieuse (dt. Die geheimnisvolle Insel), 1921

| Personendaten    | Personendaten                                                                |
| ---------------- | ---------------------------------------------------------------------------- |
| NAME             | Genadiew, Chariton                                                           |
| ALTERNATIVNAMEN  | Genadiew, Chariton Iwanow; Genadiev, Hariton Ivanov; Харитон Иванов Генадиев |
| KURZBESCHREIBUNG | bulgarischer Journalist und Übersetzer                                       |
| GEBURTSDATUM     | 1861                                                                         |
| GEBURTSORT       | Bitola (heute Nordmazedonien)                                                |
| STERBEDATUM      | 23. April 1914                                                               |
| STERBEORT        | Sofia, Bulgarien                                                             |